# Exochus areolatus
Exochus areolatus är en stekelart som beskrevs av Hedwig 1939. Exochus areolatus ingår i släktet Exochus och familjen brokparasitsteklar. Inga underarter finns listade i Catalogue of Life.